# Peperomia toledoana
Peperomia toledoana är en pepparväxtart som beskrevs av Callejas. Peperomia toledoana ingår i släktet peperomior, och familjen pepparväxter. Inga underarter finns listade i Catalogue of Life.